# Lettland i olympiska vinterspelen 1924
Lettland deltog i olympiska vinterspelen 1924. Lettlands trupp bestod av två idrottare, alla var män. 

## Trupp
| Namn          | Sport (Antal grenar)              | Ålder |
| ------------- | --------------------------------- | ----- |
| Roberts Plüme | Längdskidåkning (2)               | 26    |
| Alberts Rumba | Hastighetsåkning på skridskor (5) | 31    |

## Resultat

### Längdskidåkning
- 18 km herrar
  - Roberts Plüme - ?
- 50 km herrar
  - Roberts Plüme - ?

### Skridsko
- 500 m herrar
  - Alberts Rumba - 16
- 1 500 m herrar
  - Alberts Rumba - 10
- 5 000 m herrar
  - Alberts Rumba - 11
- 10 000 m herrar
  - Alberts Rumba - 11
- Allround herrar
  - Alberts Rumba - 7